# Hasan Al
Hasan Al (* 18. Juni 1972 in Sivas) ist ein ehemaliger dänischer Boxer türkischer Herkunft. Er wurde bei den Amateuren 1996 Europameister im Weltergewicht und nahm an den Olympischen Sommerspielen 1996 in Atlanta teil.

## Boxkarriere
Der gebürtige Türke trainierte beim Boxclub Frederiksværk und wurde 1993 Dänischer Meister im Halbweltergewicht (60 bis 63,5 kg), sowie 1994, 1995 und 1996 Dänischer Meister im Weltergewicht (63,5 bis 67 kg). Im April 1996 gewann er zudem im Weltergewicht die 31. Europameisterschaften in Vejle, nachdem er sich gegen Michael Jones aus England (13:5), Vitalijus Karpačiauskas aus Litauen (4:3), Tengis Meschadse aus Georgien (6:2), Serhij Dsynsyruk aus der Ukraine (3:1) und Marian Simion aus Rumänien (10:4) durchgesetzt hatte.
Als amtierender Europameister nahm er daraufhin noch an den 26. Olympischen Sommerspielen in Atlanta teil, wo er im Weltergewicht Rogelio Martínez aus der Dominikanischen Republik (t.K.o.) und erneut Serhij Dsynsyruk aus der Ukraine (10:4) besiegte, ehe er im Viertelfinale gegen den Rumänen Marian Simion (8:16) ausschied und Platz 5 erreichte.
Nach den Olympischen Spielen wechselte er ins Profilager und bestritt bis 2004 36 Kämpfe in Dänemark, den USA, den Niederlanden und Spanien, von denen er 32 gewann und 3 Unentschieden gewertet wurden. Im November 1997 gewann er einstimmig nach Punkten gegen Alex Lubo und wurde dadurch Zentralamerikanischer Meister der WBC im Weltergewicht. Im August 1998 gewann er zudem einstimmig gegen Ex-WBA-Weltmeister Meldrick Taylor. Im Oktober 1998 gewann er durch Punktesieg gegen Angel Villegas, den Interkontinentalen Meistertitel der IBF im Halbmittelgewicht.
Beim Kampf um die Internationale Meisterschaft der WBC im Oktober 2001, erreichte er ein Unentschieden gegen den späteren WBC-Weltmeister Carlos Baldomir, verlor jedoch beim Rückkampf einstimmig nach Punkten und erlitt damit auch die einzige Niederlage seiner Profilaufbahn. Im Juni 2002 gewann er noch die Interkontinentale Meisterschaft der WBO im Weltergewicht gegen Elias Carrasco.